# Répertoire de la clarinette

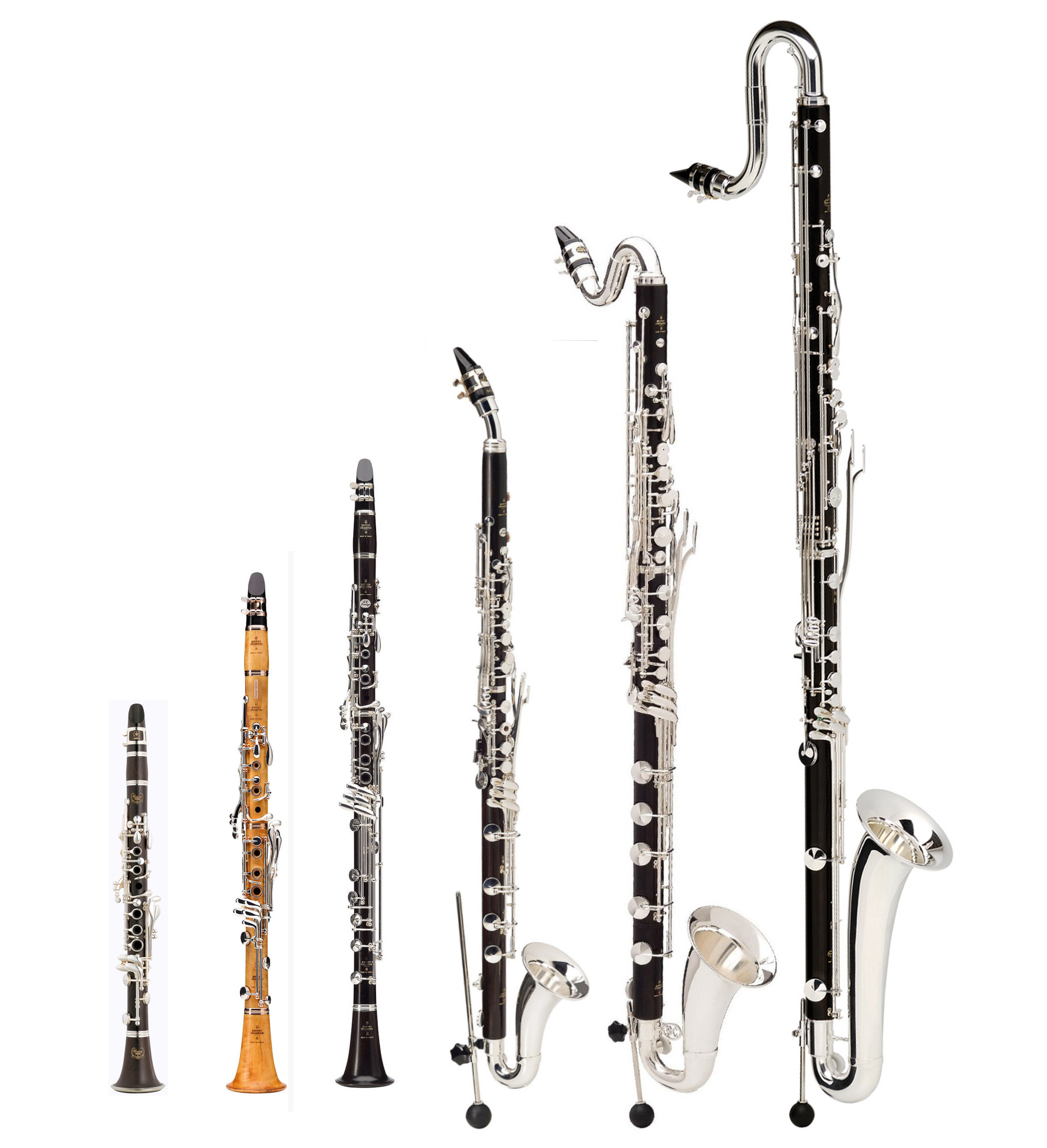
Quelques membres de la famille des clarinettes.

Le répertoire de la clarinette s'est créé et enrichi depuis la création de la clarinette au début du XVIIIe siècle,.
Un répertoire dédié à chaque membre de la famille des clarinettes existe au gré des couleurs recherchées par le compositeur ou le musicien.
Le répertoire le plus important en nombre d'œuvres est celui consacré à la clarinette soprano en si bémol et en la.
De nombreuses œuvres en musique classique et dans les autres genres musicaux, notamment des concertos , des sonates (ainsi que des œuvres non concertantes), sont écrites pour la clarinette, aussi bien en tant qu'instrument soliste qu'en association avec d'autres instruments solistes, et accompagné par des orchestres à cordes, des orchestres de chambre, de grands orchestres, des petites formations ou de semblables grands ensembles.

## Histoire
Le répertoire de la clarinette a évolué au gré des évolutions technologiques apportées à  la clarinette historique. La forme moderne de l'instrument s'est stabilisée au milieu du XIXe siècle avec l'invention du système Boehm le plus répandu dans le monde, à l'exception du système Oehler dans les pays germaniques. Le répertoire se joue avec des difficultés différentes sur tous les systèmes de clétage et également sur les différents modèles de la famille des clarinettes.

## Concerto pour clarinette
La clarinette dispose de nombreux concertos, mais seule une petite partie est réellement exploitée en programmation. Parmi les principaux concertos pour clarinette, on citera dans l'ordre chronologique :
- Mozart (1756-1791) 
  - Concerto pour clarinette (1791)[3]
- Louis Spohr (1789-1854)
  - Concerto pour clarinette no 1 (1808-1809)[3]
- Carl Maria von Weber (1786-1826)
  - Concertino pour clarinette et orchestre (1811)
  - Concerto pour clarinette no 1 (1811)
  - Concerto pour clarinette no 2 (1811)
- Claude Debussy (1862-1918)
  - Première Rhapsodie (1909-1910)
- Igor Stravinsky (1884-1971)
  - Ebony concerto pour clarinette et orchestre de jazz (1945)

## Musique de chambre pour clarinette
La clarinette dispose d'un répertoire de musique de chambre dans diverses configurations d'ensemble de musique, avec piano, cordes ou autres instruments à vent et également pour clarinette seule.
On relèvera parmi les œuvres de référence :
- Franz Schubert (1797-1828)
  - Le Pâtre sur le rocher pour clarinette, voix soprano et piano (1828)[3]
- Johannes Brahms (1833-1897)
  - Quintette pour clarinette et cordes (1891)[3],[4]
- Alban Berg (1885-1935)
  - Quatre pièces pour clarinette et piano (1913)
- Igor Stravinsky (1882-1971)
  - Trois pièces pour clarinette seule (1918)
- Béla Bartók (1885-1945)
  - Contrastes pour violon, clarinette et piano, Sz. 111 (1938)
- Pierre Boulez (1925-2016)
  - Domaines pour clarinette seule (1961)

## Clarinette, voix et orchestre ou piano
Il existe un grand nombre de pièces pour clarinette, voix et autres instruments accompagnateurs. Les premières pièces apparaissent dès la fin du XVIIIe siècle et le début du XIXe siècle. Au XXe siècle, les compositeurs de musique contemporaine ont produit un grand nombre de nouvelles œuvres avec clarinette et voix. 
XVIIIe siècle
- Pietro Alessandro Guglielmi (1728-1804), 
  - Gratias agimus tibi (vers 1780), aria pour soprano, clarinette obbligato et orchestre, réduction pour soprano, clarinette et piano[5].
- Wolfgang Amadeus Mozart  (1756-1791),
  - Parto, parto ma tu ben mio (1791), air pour soprano, clarinette (ou clarinette de basset) obbligato et orchestre in La Clemenza di Tito K. 621, acte I, n°9.

XIXe siècle
- Franz Schubert (1797-1828),
  - Salve Regina (1812) pour soprano solo, clarinette en do obbligato et orchestre[5].
  - Totus in corde langueo (1815), offertorium pour soprano, clarinette en do obbligato et orchestre[5].
  - Romance (1823) pour soprano, clarinette en do obbligato et orchestre in Die Verschworenen, oder Der häusliche Krieg, D. 787[5].
  - Der Hirt auf dem Felsen (1828), lied pour soprano, clarinette obbligato et piano
- Giacomo Meyerbeer (1791-1864),
  - Gli amori di Teolinda (1816) (Thecelindens Liebschaften), cantate pour soprano solo, obbligato B-flat clarinet, choeur et orchestre[5].
  - Hirtenlied (1842) pour voix haute, clarinette obbligato et piano[5].
- Johann Nepomuk von Poißl (1783-1865),
  - Ihr weintet meinem Schmerz (1818), air pour soprano, clarinette obbligato et orchestre, 3ème acte de Der Wettkampf zu Olimpia oder Die Freunde[5].
- Bernhard Henrik Crusell (1775-1838)
  - Frän Ganges Sköna Stränder (1824) pour soprano, clarinette en la obbligato et orchestre in Den Lilla slavannan[5].
- Louis Spohr (1784-1859),
  - Sechs deutsche Lieder (1837) pour soprano, clarinette et piano, Op. 103[5].
- Heinrich Proch (1809-1878),
  - Schweitzerts Heimweh (vers 1838) pour soprano, alto, tenor, ou baritone avec clarinet, Op. 38[5].
- Conradin Kreutzer (1780-1849),
  - Das Mühlrad (s.d.) pour soprano, clarinette et piano, Op. 72.
- Franz Paul Lachner (1803-1890),
  - Auf Flügeln des Gesanges (1840), intermezzo lyrique pour soprano, clarinette et piano[5].
- Peter Cornelius (1824-1874)
  - Weihnachtslieder [chants de Noël] Opus 8 (1856-1870), nos  1, 2, 5 et 6 pour voix grave, clarinette obligée en si bémol et piano.
- Johann Wenzel Kalliwoda (1801-1866),
  - Der sennin Heimweh (1857),  pour voix, clarinette et piano, Op. 236[5].
- Gottfried Herrmann (1808-1878),
  - Three songs (s.d.) pour soprano, clarinette et piano
- Jules Massenet (1842-1912),
  - Pleurez, pleurez mes yeux (1885), air pour soprano, clarinette alto ou cor de basset ou clarinette et orchestre (ou piano) in Le Cid.

XXe siècle
- Anton Webern (1883-1945),
  - Six Lieder pour voix, clarinette, clarinette basse, violon et violoncelle, op. 14 (1917-21)
  - Cinq canons sur des textes latins, pour soprano haute, clarinette en la obligée et clarinette basse, op. 16 (1923-24)
  - Trois mélodies populaires sacrées, pour voix, violon, clarinette et clarinette basse, op. 17 (1924)
  - Trois Lieder, pour voix, clarinette en mi♭ et guitare, op. 18 (1925)
- Ralph Vaughan Williams (1872-1958), 
  - 3 Vocalises (1958) pour soprano et clarinette.
- Igor Stravinsky (1882-1971),
  - Elegy for J.F.K. (1964) pour baryton ou mezzo-soprano accompagné de trois clarinettes (deux clarinettes soprano en si bémol et une clarinette alto en mi bémol).
- Luciano Berio (1925-2003),
  - Agnus (1971) pour deux sopranos, trois clarinettes et orgue obligé, inclus dans Opera
- Pascal Dusapin (1955-),
  - Anacoluthe (1987) pour voix, clarinette et contrebasse[6].
- Jean-François Charles (?-),
  - Benedictus (2021) pour clarinette, voix et électronique

## Sonate pour clarinette
On relèvera parmi les sonates de référence pour clarinette : 
- Johannes Brahms (1833-1897)
  - Deux sonates pour clarinette et piano, op. 120 (1894)
- Arthur Honegger (1892-1955)
  - Sonatine pour clarinette et piano (1921-1922)
- Darius Milhaud (1892-1974)
  - Sonatine pour clarinette (1927)
- Francis Poulenc (1899-1963)
  - Sonate pour clarinette et piano (1962)

## Solos d'orchestre
La clarinette est largement utilisée au sein de la petite harmonie des orchestres symphoniques et à l'opéra. Elle dispose de nombreux traits d'orchestre,.
Parmi les nombreux solos d'orchestre existants pour la clarinette, on notera:
- le prélude de l’acte III de l'opéra Faust (1859) de Charles Gounod ;
- interventions dans les 1er et 2e mouvements de la Symphonie no 3 (1883) de Brahms[10] ;
- l'introduction du Capriccio espagnol (1887) de Nikolaï Rimski-Korsakov ;
- l'introduction de l'air E lucevan le stelle de l'opéra Tosca (1898-1899) de Giacomo Puccini ;
- un des plus longs solos de clarinette dans l’histoire de la symphonie est celui de la Symphonie no 2 (1907) de Rachmaninoff[11] ;
- 3e mouvement des Pini di Roma (Pins de Rome) (1924) d' Ottorino Respighi[12] ;
- solo du lento des danses de Galánta  (Galántai táncok) (1933) de Zoltán Kodály ;
- la clarinette joue le chat dans Pierre et le loup (1936) de Sergueï Prokofiev ;
- interventions solo dans les Danses polovtsiennes n°8 et 17 de l'opéra Le Prince Igor (1890) de Alexandre Borodine.

## La clarinette dans l'orchestre d'harmonie
La clarinette est très présente dans l'orchestre d'harmonie. Elle dispose d'un pupitre qui correspond à celui des violons dans l'orchestre symphonique.
On trouve également de grands solos de clarinette dans les compositions dédiées à cet ensemble :
- Poème du Feu (1978) d'Ida Gotkovsky ;
- Avec des ailes d'or (2012) d'Anthony Girard.

## Ensemble de clarinettes
Il existe un répertoire pour ensemble de clarinettes essentiellement basé sur des transcriptions.
On citera à titre d'exemple :
- Florent Schmitt (1870-1958)
  - Sextuor op. 128 pour clarinettes (s.d.)
- Steve Reich (1936-)
  - New York Counterpoint, fréquemment interprétée par des ensembles de onze clarinettistes (1985)

## Répertoire pour petite clarinette
Les petites clarinettes disposent d'un répertoire principalement dédié à l'orchestre et également dans la musique folklorique (requinto...).
- Hector Berlioz (1803-1869)
  - Symphonie fantastique (1830)
- Maurice Ravel (1875-1957)
  - Trait dans le Boléro (1927)

## Répertoire pour clarinette de basset
Le répertoire de la clarinette de basset est très réduit. Cet instrument est essentiellement utilisé pour jouer les pièces de Mozart dans une démarche historiquement informée :
- Wolfgang Amadeus Mozart :
  - Quintette avec clarinette en la majeur, K.581
  - Concerto pour clarinette en la majeur, K.622

## Répertoire pour cor de basset
On relèvera parmi les œuvres de référence : 
- Konzertstücke pour clarinette, cor de basset et piano (1832-1833) de Felix Mendelssohn

## Répertoire pour clarinette basse
Le répertoire de la clarinette basse s'est considérablement enrichie à partir de la deuxième moitié du XXe siècle par les contributions des compositeurs de la musique contemporaine.

## Répertoire pour clarinette contralto
Excepté son emploi dans les ensembles de clarinette et plus rarement dans les orchestres d'harmonie, cet instrument assez méconnu ne dispose pas d'un répertoire étendu.
L'ambitus du modèle descendant au mi bémol grave ne se différencie pas suffisamment de la clarinette basse à l'ut grave ; de même, le modèle à perce étroite possède un timbre très proche de la clarinette basse.

## Répertoire pour clarinette contrebasse
Son emploi dans l'orchestre reste assez limité même si des compositeurs l'ont utilisé dès la fin du XIXe siècle :
- Vincent d'Indy
  - Fervaal, opus 40 (1881-1895).
- Camille Saint-Saëns
  - Hélène (1904).
- Arnold Schönberg
  - Fünf Orchesterstücke, opus 16 (1909).

Comme pour la clarinette basse, les compositeurs de musique contemporaine exploitent fréquemment ses capacités de jeux étendus :
- Gérard Grisey
  - Anubis, Nout (1983), à la mémoire de Claude Vivier : 2 pièces pour clarinette contrebasse solo
- Yann Robin
  - Art of Metal I, II, III (2007-2008) pour clarinette contrebasse métal et dispositif électronique en temps réel.